# Præriens søn
Præriens søn er en amerikansk stumfilm fra 1917 af George Marshall.

## Medvirkende
- Neal Hart som Duke Farley.
- George Berrell som Dad Petzel.
- Edward Peil Sr. som Warren Summers.
- Betty Lamb som Mrs. Summers.
- Willard Wayne som Allen Spencer.